# Fergus Falls
Fergus Falls é uma cidade localizada no estado americano de Minnesota, no Condado de Otter Tail.

## Demografia
Segundo o censo americano de 2000, a sua população era de 13 471 habitantes.
Em 2006, foi estimada uma população de 13 839, um aumento de 368 (2.7%).

## Geografia
De acordo com o United States Census Bureau tem uma área de 36,5 km², dos quais 33,8 km² cobertos por terra e 2,7 km² cobertos por água. Fergus Falls localiza-se a aproximadamente 390 m acima do nível do mar.

## Media
- 1020 AM KJJK - Oldies- Result Radio, Inc.
- 1250 AM KBRF - Country- Result Radio, Inc.
- 89.3 FM K207DP - Christian- Calvary Christian Chapel
- 89.7 FM KCMF - Minnesota Public Radio (português: Rádio pública de Minnesota)
- 91.5 FM KNWF - Minnesota Public Radio (português: Rádio pública de Minnesota)

## Localidades na vizinhança
O diagrama seguinte representa as localidades num raio de 24 km ao redor de Fergus Falls.